# Alex Författarlexikon
Alex Författarlexikon är ett uppslagsverk på svenska med skönlitteratur som ämne. Det är utarbetat för Sveriges bibliotek och skolor och presenterades vid projektstarten 1997 med distribution på CD-rom. Sedan 2004 finns det uteslutande på Internet. År 2015 finns artiklar om över 5 400 författare från olika länder.

## Historik

### Bakgrund och utveckling
Alex Författarlexikon startades 1997, och det distribuerades då i form av en CD-skiva. Två år senare presenterades det även i en internetversion.
Sedan 2004 tillhandahålls uppslagsverket endast som webbplats.

### Storlek och urval
Lexikonet innehöll 1 september 2015 artiklar om 5 457 författare samt (listningar av) 109 915 boktitlar. Dessutom innehåller den en mängd presentationer av svenska och internationella litterära utmärkelser. Detta kompletteras med en ordlista med begrepp inom området litteratur.
Författarna som presenteras i Alex är sådana som finns utgivna på svenska i bokform, plus en del nordiska klassiker. Dessutom ska minst något av författarens verk finnas på avdelning H i allmänna svenska bibliotek. Därutöver görs inga urval baserat på kvalitet.
Författardatabasen byggs på med cirka 250 författarartiklar om året. Alex egen redaktion styr urvalet, ofta dock i samråd med textskribenterna.
Sedan starten 1997 har ett knappt 100-tal bibliotekarier, lärare och andra skribenter bidragit med artiklar till databasen, inklusive personer med bakgrund som litteraturvetare och författare. Ingen författare har fått skriva om sig själv.

## Produktion

### Projektägare och målgrupp
Författarlexikonet produceras för Sveriges bibliotek, skolor och andra förmedlare av litteratur av det Trollhättebaserade Forflex AB. Företaget har inga kopplingar till förlag, koncerner eller organisationer inom medieområdet.
Forflex AB tillhandahåller främst författarlexikonet genom kommunabonnemang. Bland annat kan kommunens låntagare nå databasen på biblioteket eller hemifrån via sitt lånekortsnummer och en särskild PIN-kod. 180 av Sveriges kommuner har Alex-abonnemang, och invånare i övriga kommuner kan få tillgång till Alex via privat abonnemang.

### Licens och teknik
Alla texterna i Alex Författarlexikon är upphovsrättsskyddade. Däremot får man fritt kopiera dem för privat bruk, och bibliotek och skolor kan använda enstaka artikelavsnitt i uppkopierade informationsblad och dylikt i begränsad upplaga. Då måste också Alex Författarlexikon och Forflex AB nämnas som källa.
Förutom via webbläsare kan författarlexikonen sedan november 2013 även användas via egenutvecklade appar för Android och IOS.

## Systerprojekt
Alex Författarlexikon kompletteras av Boktips, en databas med tips på skönlitterära, barn- och ungdomsböcker som produceras av BTJ Förlag. Dessa har sin bas i BTJ Förlags bokutgivning och boktips i folderform, och texterna skrivs av en kombination av bibliotekarier, lärare och litteraturförmedlare.